# Клод Меллан
Клод Меллан (фр. Claude Mellan; 23 травня 1598, Аббевіль (нині департамент Сомма) — 9 вересня 1688, Париж) — французький живописець і гравер.

## Біографія
Син бляхаря. Юність провів в Парижі, в 1624 приїхав до Італії. У Римі навчався у Сімона Вуе, був знайомий з Пуссеном, П'єром Міньяром, Лорреном, Берніні. У 1636 році повернувся до Франції, жив в Екс-ан-Провансі, в 1642 р. переїхав в Лувр.

## Меллан— картограф Місяця
Репутація Меллана була надзвичайно висока. Математик, астроном і філософ П'єр Гассенді разом з астрономом Ніколя Клодом Фабрі де Пейреск (1580–1637) давно хотіли створити атлас Місяця. Для цього вони вирішили скористатися присутністю в Екс-ан-Прованс, як писав Фабрі де Пейреск, «одного з кращих живописців століття і найточніших граверів». З 24 вересня по 7 листопада 1636 року з вершини гори Сент-Віктуар ніч за вночі Гассенди і Пейреск спостерігали за допомогою зразкових підзорних труб поверхню Місяця і замальовували побачене. На основі їх малюнків Клод Меллан зробив три гравюри на міді з зображеннями Місяця в першій, четвертій чверті і в повний місяць (особливо вдалася перша карта, де були чітко видні цирки, кратери, гори і моря). Але через кілька місяців Пейреск помер, перший місячний атлас залишився незавершеним. Гравюри Меллана зберігаються сьогодні в Національній бібліотеці в Парижі.

## Творчість
Серед гравюр Меллана — портрети кардинала Рішельє (1651), Джироламо Фрескобальді (1619) та його покровителя, кардинала Гвідо Бентівольо (+1633). 
Техніка "однієї безперервної лінії"
Техніка "Однієї лінії" в роботах Клода Меллана є унікальним поєднанням технічної майстерності та філософської глибини. Створюючи зображення єдиною безперервною лінією, він не лише показував абсолютний контроль над інструментом, але й втілював ідею єдності й гармонії. Кожен вигин та потовщення лінії передавали світло й тінь, відтворюючи об'єм та складність форми без жодного переривання. У своїй найвідомішій роботі, «Плата Вероніки», Меллан почав від центру обличчя Христа і поступово розширював лінію, охоплюючи кожну деталь, від найдрібніших рис обличчя до контурів. 

Техніка "Однієї лінії" була символом нескінченного циклу життя, божественної єдності всього сущого і викликом для самого художника: кожен рух був незворотнім, помилка могла зруйнувати все. Меллан, працюючи в епоху бароко, прагнув не тільки досконалості форми, але й спонукав глядача задуматися про єдність і взаємозв'язок усіх речей. Ця єдина лінія стала для нього не просто художнім засобом, а філософською концепцією, що вдало поєднала технічний виклик з духовним пошуком.

Деякі роботи
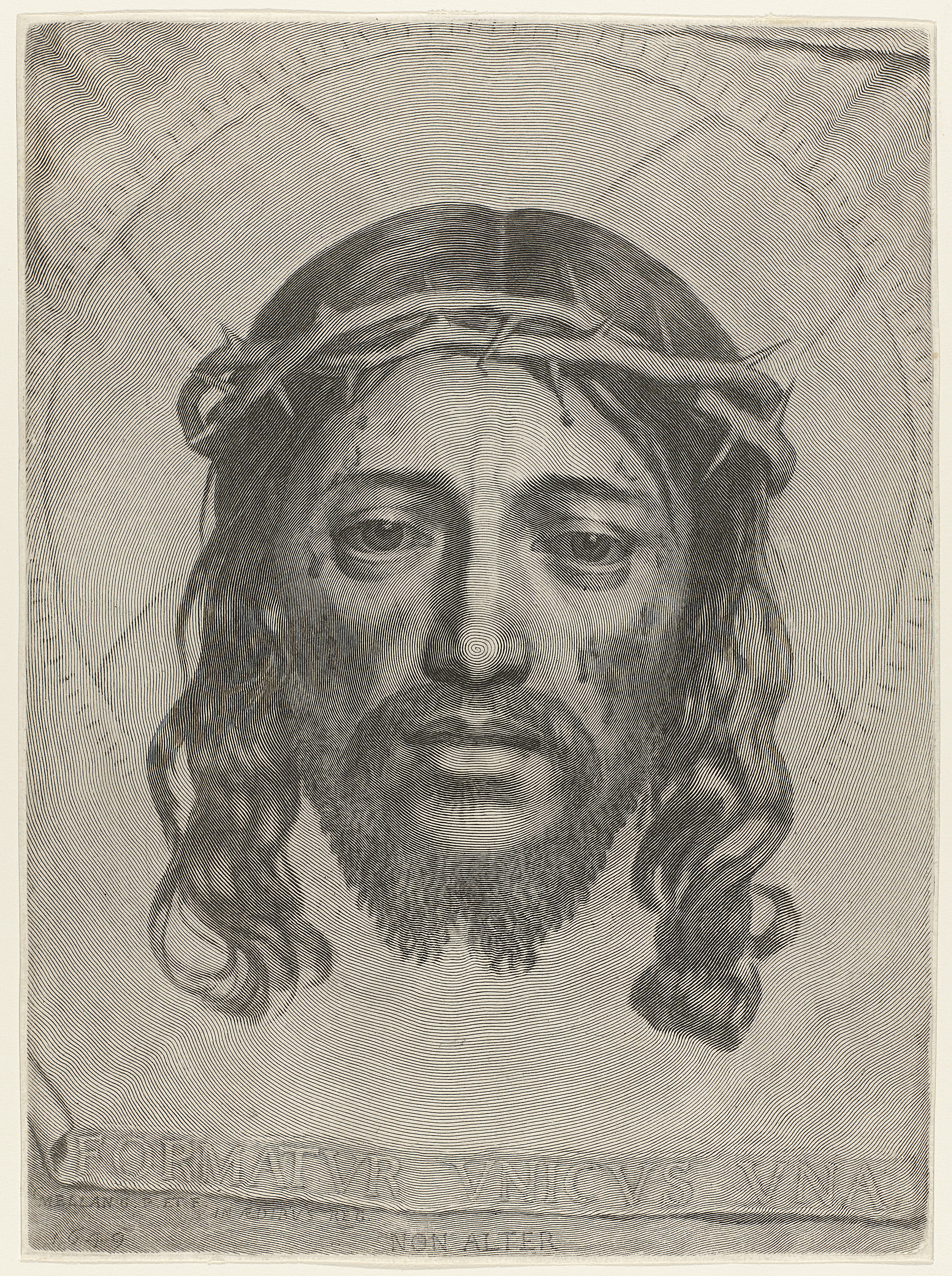
Плат Святий Вероніки, 1649.
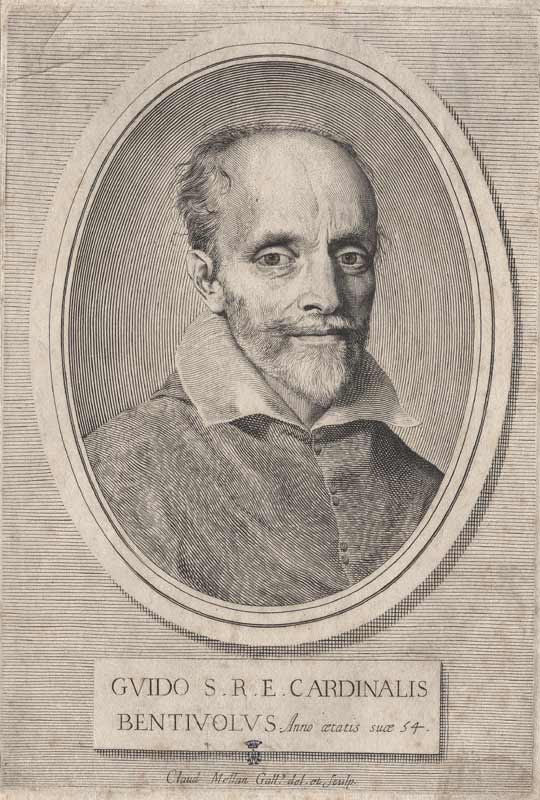
Кардинал Гвідо Бентівольо, 1 633.

## Твори
Твори Меллана зберігаються в найбільших музеях світу, 9 робіт — в Ермітажі.